# Німецько-платський діалект
Plautdietsch (вимовляється [ˈplaʊt.ditʃ]), або менонітська нижньонімецька мова — нижньопрусський діалект східнонижньонімецького наріччя з нідерландським впливом, який розвинувся в XVI-XVII століттях у районі дельти Вісли в Королівській Пруссії. Слово Plautdietsch перекладається як «плоска (або низька) німецька» (маються на увазі рівнини північної Німеччини або простота мови). В інших нижньонімецьких діалектах слово на позначення нижньонімецької мови зазвичай передається як Plattdütsch/Plattdüütsch [ˈplatdyːtʃ] або Plattdüütsk [ˈplatdyːtsk], але написання Plautdietsch використовується на означення саме віслянського варіанту мови.
Як і решта цих назв, Plautdietsch уважався нижньонімецьким діалектом, поки його, починаючи з 1789 року, не занесли на південний захід Російської імперії меноніти. Звідти він, еволюціонувавши, з наступними хвилями еміграції, починаючи з 1873 року, потрапив у Північну Америку. У Латинській Америці перше поселення вихідців із Російської імперії виникло в Аргентині 1877 року.
До носіїв німецько-платського діалекту належать близько 400 000 українських менонітів, переважно в країнах Латинської Америки: Мексиці, Перу, Болівії, Парагваї, Белізі, Бразилії, Аргентині та Уругваї, а також у Сполучених Штатах і Канаді (зокрема, у Манітобі, Саскачевані та Онтаріо).
Нині «плаутдіч» поділяється на дві основні говірки, що сягають корінням території сучасної України. Поділ зумовили дві різні колонії Хортиця і Молочна. Сьогодні багато молодих українських менонітів у Канаді та США розмовляють лише англійською. Наприклад, Гомер Ґрейнінґ — батько Метта Ґрейнінґа (творця «Сімпсонів») — у дитинстві в менонітській громаді Саскачевану в 1920-х роках розмовляв німецько-платським діалектом, але Метт так і не вивчив цю мову.
2007 року мексиканський режисер Карлос Рейгадас зняв фільм Stellet Licht («Безмовне світло»), дія якого відбувається в менонітській громаді в Чіуауа (Мексика). Більшість діалогів у фільмі ведеться мовою «плаутдіч», яку деяким акторам довелося вивчити фонетично. Інші ролі зіграли жителі місцевої громади. 